# Ogłoszenia duszpasterskie
Ogłoszenia duszpasterskie lub parafialne – informacje dotyczące bieżących spraw i wydarzeń w parafii, wygłaszane zazwyczaj po zakończeniu niedzielnej Mszy Świętej (ale przed błogosławieństwem). Najczęściej ogłoszenia wygłasza proboszcz danej parafii, czyli zwierzchnik wspólnoty parafialnej albo w zastępstwie inny kapłan lub członek wspólnoty upoważniony przez proboszcza.
Oprócz spraw bieżących dotyczących parafii mogą być również poruszane sprawy diecezji, np. odczytane odezwy bądź listu biskupów danej diecezji skierowane do wiernych lokalnych kościołów i wspólnot, związane z ważnymi wydarzeniami dotyczącymi uroczystości lub wydarzeń przeszłych lub przyszłych w danej diecezji bądź dotyczących całej wspólnoty wierzących, czyli Kościoła powszechnego.